# Рікард Нордрок

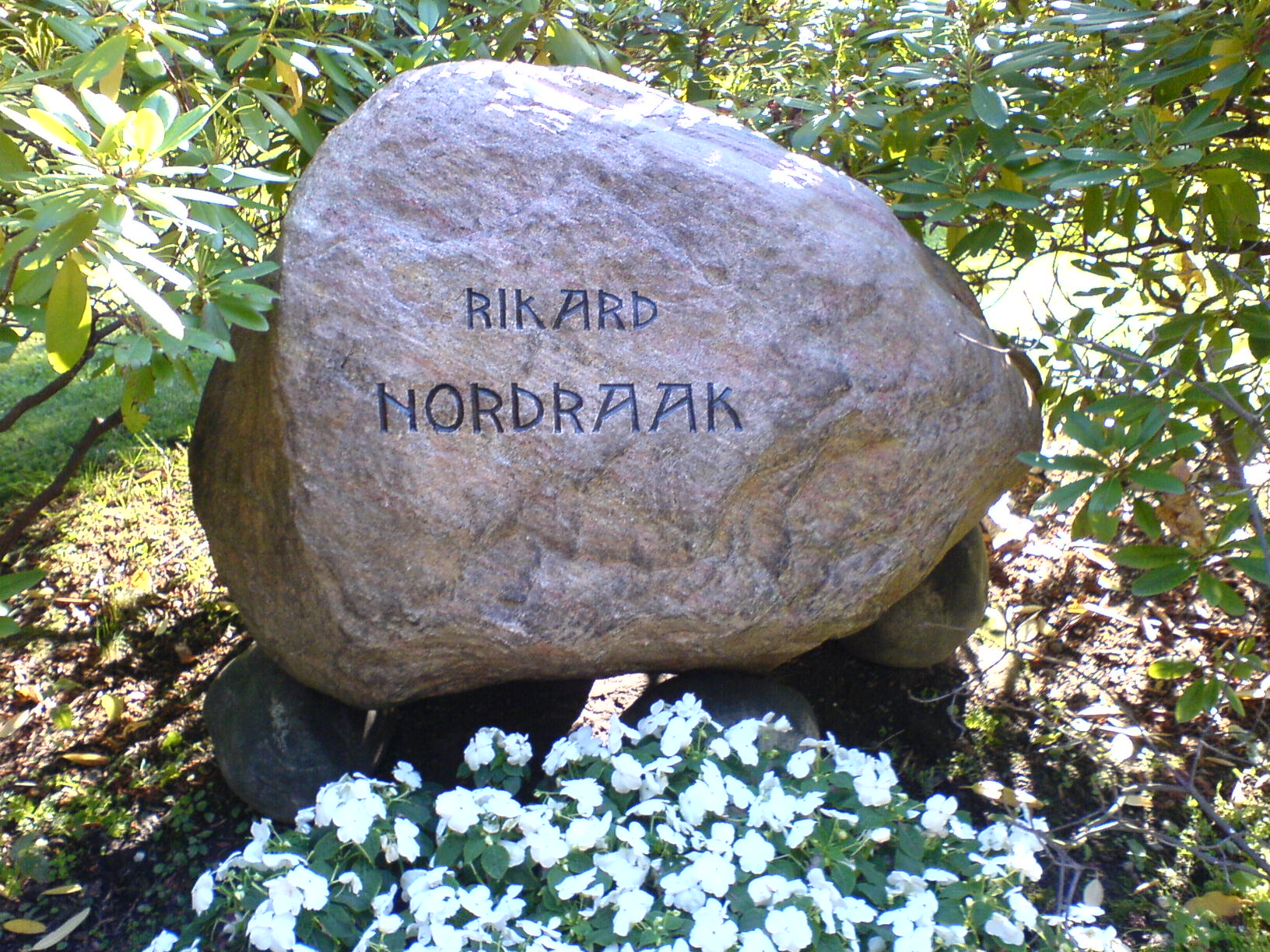
напис на надгробному камені на могилі Рікарда Нордрока в Спаський цвинтар (Осло) в Осло

Рікард Нордрок (норв. Rikard Nordraak; 12 червня 1842, Христіанія — 20 березня 1866, Берлін) — норвезький композитор, відомий як автор музики до норвезького національного гімну «Ja, vi elsker dette landet» (укр. Так, ми любимо цей край).

## Біографія
Рікард Нордрок народився і виріс в Крістіанії. Його сім'я походила з ферми Нордрок, біля озера Раннсфйорден в Оппланні. Його батько був братом Інджер Елізи Нордрока, матері норвезького письменника та поета, Б'єрнстерне Б'єрнсона.
Музична обдарованість Нордрока стала помітна ще в ранньому віці, але батьки планували йому іншу кар'єру. Коли йому було виповнилося п'ятнадцять, він був відправлений на навчання в школу комерції в Копенгаген. Тим не менш, його музичні інтереси переважили, Рікард розпочав вивчати усі тонкощі музики, і в 1859 році поїхав до Берліну. Через півроку йому довелося повернутися додому, і він продовжив навчання в Крістіанії, а його перші композиції з'явилися тої ж зими 1859-60 років. У 1861 році він повернувся до Берліна на ще два роки для продовження навчання.
Композиції, які він сам склав у зібрані «Opus 1», були опубліковані в 1863 році та містять шість пісень із текстами, зокрема і його двоюрідного брата Б'єрнсона. У цей час Нордрок також написав музику до майбутнього гімну Норвегії. Вперше ця композиція була публічно опублікована 17 травня 1864 року у зв'язку з 50-річчям норвезької Конституції. Слова були написані Б'єрнсоном у 1859 році й згодом редаговані ним. 
У 1864 році Рікард зустрічає Едварда Гріга в Копенгагені, який надихнув його ідеєю присвятити свій геніальний талант норвезькій мелодії та розвивати його у спецефічному норвезькому стилі. Пізніше Нордрок написав музику для виступу Б'єрнсона. Він опублікував свій «Opus 2», який складався з пісень і віршів Б'єрнсона. Це було останнє зібрання його творів, які були опубліковані протягом його життя.
У травні 1865 року Рікард знову повернувся до Берліна, щоб продовжувати свою освіту, але в жовтні він захворів на туберкульоз і помер у Берліні наступного березня, у віці лише 23 років. Він був похований там ж у Кройцберзі. У 1925 році труна Нордрока була доставлена додому в Норвегію і була похована в Осло .
Нордрок не залишив по собі суттєвого надбання через коротке життя. Загалом, це близько сорока композицій, в основному збереглися малі роботи, такі як пісні, п'єси для чоловічих хорів та кілька фортепіанних композицій. Найбільшим з цих творів є Scherzo Capriccio для фортепіаного соло, з урахуванням Opus №3, яке посмертно доробив і видав Едвард Гріг. Це свого роду рондо, у якому використано кілька рис норвезької народної музики; характерні ритми і дисонанси. Однак тематичний матеріал не має такого зв'язку з народною музикою. 
Завдяки своєму пристрасному патріотизму і великій любові до народної музики основним внеском Нордрока в історію норвезької музики було натхнення тодішніх композиторів, таких як Гріг. Коли останній дізнався про смерть Нордрока, він склав похоронний марш у пам'ять про нього.